# Masasteron
Genre
Masasteron est un genre d'araignées aranéomorphes de la famille des Zodariidae.

## Distribution
Les espèces de ce genre sont endémiques d'Australie.

## Liste des espèces
Selon World Spider Catalog (version 17.5, 18/10/2016) :
- Masasteron barkly Baehr, 2004
- Masasteron bennieae Baehr, 2004
- Masasteron bipunctatum Baehr, 2004
- Masasteron burbidgei Baehr, 2004
- Masasteron clifton Baehr, 2004
- Masasteron complector Baehr, 2004
- Masasteron darwin Baehr, 2004
- Masasteron derby Baehr, 2004
- Masasteron deserticola Baehr, 2004
- Masasteron gracilis Baehr, 2004
- Masasteron haroldi Baehr, 2004
- Masasteron mackenziei Baehr, 2004
- Masasteron maini Baehr, 2004
- Masasteron mas (Jocqué, 1991)
- Masasteron ocellum Baehr, 2004
- Masasteron piankai Baehr, 2004
- Masasteron queensland Baehr, 2004
- Masasteron sampeyae Baehr, 2004
- Masasteron tealei Baehr, 2004
- Masasteron tuart Baehr, 2004
- Masasteron utae Baehr, 2004

## Publication originale
- Baehr, 2004 : The systematics of a new endemic Australian genus of ant spiders Masasteron (Araneae: Zodariidae). Invertebrate Systematics, vol. 18, no 6, p. 661-691.